# The Gold Ghost
The Gold Ghost é um filme mudo em curta-metragem norte-americano de 1934, do gênero comédia, dirigido por Charles Lamont e estrelado por Buster Keaton.

## Elenco
- Buster Keaton - Wally
- Warren Hymer - Bugs Kelly
- Dorothy Dix - Gloria

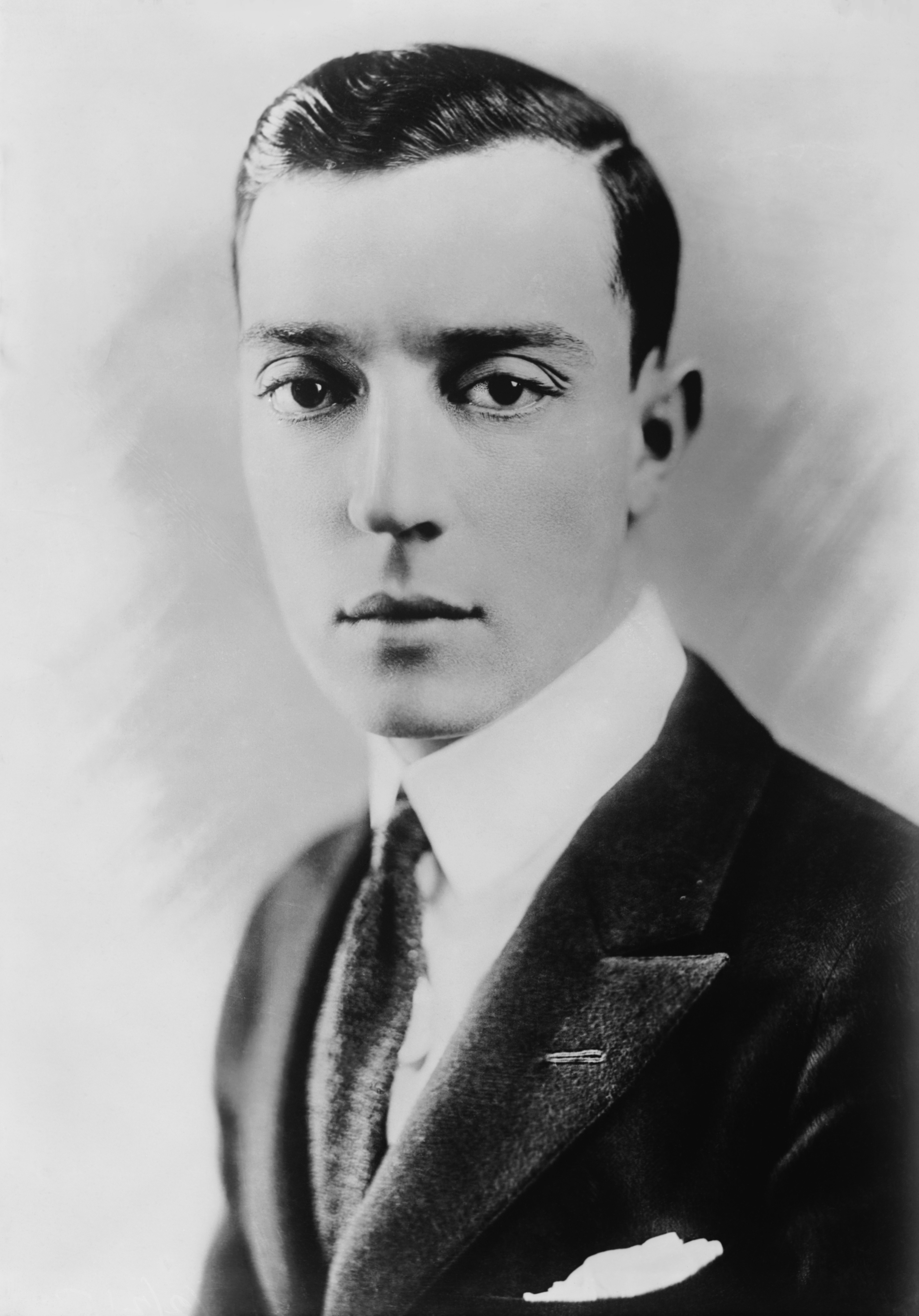
Buster Keaton

- William Worthington - pai de Gloria, Jim
- Lloyd Ingraham - pai de Wally, George
- Leo Willis